# 몬스 그라우피우스 전투
몬스 그라우피우스 전투(영어: Battle of Mons Graupius)는 로마 제국의 브리타니아 정복 당시 오늘날의 스코틀랜드 동북부 지역에서 로마군이 지역 부족민과 싸워 승리한 전투로, 로마 역사학자 타키투스의 기록에서는 서기 83년~84년경에 벌어진 것으로 전해진다. 전투가 정확히 어디서 벌어졌는지는 학계에서 논란의 영역에 있으며, 전투의 세부 기록에 오랫동안 의문이 제기되어 로마군의 승전이 과장되었다는 시각도 존재한다.

## 배경
고대 로마의 역사학자 타키투스는 로마령 브리타니아 총독이자 타키투스의 장인이었던 그나이우스 율리우스 아그리콜라가 칼레도니아인들을 혼란에 빠뜨리기 위해 함대를 먼저 보낸 뒤, 경보병 정규군단과 브리튼인 보조군을 이끌고 그라우피우스산에 도착했다고 전하고 있다.
로마군은 브리튼 부족들과의 전투에서 수적으로 우세했음에도 불구하고 야전 상황시 적에 맞서는 데 어려움을 겪을 때가 많았다. 칼레도니아인들은 그간 브리튼섬에서도 정복되지 않았던 최후의 부족으로서 이후로도 완전 정복되지 않았다. 칼레도니아인들은 수년간 로마군과의 충돌을 피하고자 하였으나, 로마군이 칼레도니아의 주요 곡창지대로 진군하면서 전투에 내몰리게 되었다. 이들 지역을 빼앗긴다면 칼레도니아인들로서는 겨울에 굶어죽는 수밖에 없었기에 맞서 싸우는 것 밖에는 선택의 여지가 없었다.

## 장소
전투가 벌어졌다는 그라우피우스산 (Mons Graupius)이 어디 있는가에 관하여 고대 스코틀랜드사 학계에서는 끊임없는 연구 주제로 다뤄져 왔다. 19세기에는 스코틀랜드 중북부 퍼스 킨로스 지방에서 발견된, 달긴로스 유적 (Dalginross)에서 블레어고리 유적 (Blairgowrie)에 이르기까지 거의 모든 로마 유적지가 이 전투와 관련이 있는 것으로 보있다. 그러나 20세기 들어서 항공 사전을 통한 지형비교와 농작물 흔적 분석에 힘입어, 학계의 관심은 스코틀랜드 북동부와 머리 지역 연안의 진군 야영지로 옮겨졌다. 그 결과 스코틀랜드 동부의 애버딘셔에 위치한 로지더노 (Logie Durno)에 대규모 군영을 건설한 뒤, 그 남쪽에 있는 버너키 (Bennachie) 마을 인근의 언덕배기에서 전투를 치렀다는 가설이 부상하였다.
이후로도 전투가 벌어진 장소에 대해 상당 수준의 연구와 논박이 이루어졌으며, 특히 스코틀랜드 북동부 퍼스셔 지방을 흐르는 디강 (River Dee) 일대에 위치한 것으로 지목한 연구가 많았다. 그 중에서도 북해와 마주하는 그램피언 산맥 (Grampian Mounth)에서 전투가 벌어졌다는 설이 다수설로 부상하였다. 특히 로이 (Roy), 서렌 (Surenne), 와트 (Watt), 호건 (Hogan) 외 다수의 연구에서는 라이다이크스 (Raedykes)의 로마 군영과 가깝다는 점을 고려하여 애버딘셔주의 켐프스톤힐 (Kempstone Hill)이나 미그레이힐 (Megray Hill)에서 전투가 벌어졌을 것이라는 심화 결론에 도달하였다.
이 가설에서 지목한 언덕은 타키투스의 기록과 일치하며, 실제 발굴 조사 결과 로마군이 머물렀음을 보여주는 유물도 출토되었다. 이 일대는 로마인과 칼레도니아인이 군사기동 시 통행로로 사용했던 엘시크산과도 가깝다. 그러나 이것으로도 확실한 물증이 될 수 없다고 본 학계 일각에서 애버딘셔의 베나키 (Bennachie), 그보다 더 남쪽에 위치한 퍼스시 인근의 개스크 산맥 (Gask Ridge), 심지어 스코틀랜드 최북단인 서덜랜드에서 전투가 벌어졌다는 설도 제기되고 있다.
스코틀랜드의 문화유산 담당부처인 히스토릭 인바이러먼트 스코틀랜드는 전투가 벌어진 위치가 불확실하다는 점에서 스코틀랜드 전투 사적지의 등재 대상에서 제외할 수밖에 없다는 입장을 밝히고 있다.

## 전투
타키투스의 기록에 의하면 아그리콜라는 중앙에 보조군을 동원한 보병 부대 8,000명을 배치, 측면에 기병 3,000명을 배치, 군영 앞에는 로마 군단병을 보조병력으로 배치하였다. 로마 측의 군병력 규모는  총 17,000명에서 30,000명으로 추정된다. 타키투스는 여기에 보조군 병력 11,000명과 4개 기병중대가 투입되었다고 기록하고 있으나, 예비 군단의 규모는 불확실하다.
칼레도니아측 저항군의 병력은 30,000명이 넘는 것으로 기록하고 있으며, 칼가쿠스 (Calgacus)라는 인물이 지휘하였다고는 하나, 전투에 앞서 연설을 했다고만 언급하고 있는 데다 실존인물인지의 여부도 불확실하다. 칼레도니아군 대다수는 고지대에 주둔했다. 맨 앞줄은 평지에 걸쳐 있었지만 그 뒷줄은 언덕 경사면을 따라 말굽 형태로 한단씩 쌓아 오른 모습이었다고 한다. 칼레도니아 전차는 양측 군대 사이의 평야에서 진격하였다.
양측은 원거리 공격을 짧게 주고받은 뒤, 보조군 병력에 적을 향해 정면공격에 나서라고 지시했다. 이들은 바타비아인 4개 부대와 퉁그리인 검객 2개 부대가 중심이 되었다. 진격한 로마군은  언덕의 낮은 경사면에서 칼레도니아군을 베고 짓밟았다. 언덕 위에 있던 칼레도니아군이 측면타격을 시도하였으나 그 칙면에 있던 로마 기병대의 반격을 받았다. 그 후 칼레도니아군은 대대적인 패주에 나섰으며 인근 숲지대로 대피했지만, 잘 훈련된 로마 부대가 가차없는 추격에 나섰다고 한다.
로마 군단병은 전투에 참여하지 않았으며 내내 예비병력으로 남아 있었다고 한다. 전투 결과 로마군은 360명이 전사한 데 반해 칼레도니아군은 10,000명이 전사했고, 나머지 20,000명은 숲 속으로 후퇴하여, 후일 로마 추격부대에 맞서 훨씬 더 잘 싸웠다는 것이 타키투스의 설명이다. 다음 날 로마 정찰병들은 숲 속에 칼레도니아군 병력이 더 이상 남아 있지 않다는 사실을 확인했다.

## 여파
아그리콜라는 이 전투를 끝으로 마침내 브리튼섬의 온 부족을 평정했다고 선언했다. 얼마 지나지않아 아그리콜라는 로마로 소환되었고, 후임 총독으로 살루스티우스 루쿨루스가 임명되었다. 로마 제국은 정복전쟁을 이어나가고자 하였으나, 제국 내 다른 지역에서의 병력 보강을 위해 군대를 철수시키면서 기회를 놓쳤을 것으로 보인다.
타키투스는 서기 68년~98년 로마의 브리타니아 정복에 대해 "브리타니아를 평정한 즉시 포기하였다" (Perdomita Britannia et statim missa)는 문장으로 끝맺으며, 아그리콜라의 승전 이래 도미티아누스가 브리타니아섬 전체를 로마 영토로 통일하지 못한 점에 대해 안타까움을 금치 못하고 있다.
학계 일각에서는 교전 자체가 발생하지 않았다며 타키투스의 승전 기록을 비판하는 시각도 존재한다. 그 가운데 대승을 거뒀다는 아그리콜라의 거짓말을 도미티아누스 황제가 알았을 수도 있다고 제기하는 학자도 있다. 이러한 주장에도 불구하고 아그리콜라는 승리의 영예를 얻었으며, 제국 내 다른 속주의 총독직을 제안받았기 때문에, 도미티아누스 황제가 아그리콜라의 승전 여부에 대해 의심하지 않았던 것은 분명하다. 애초에 로마로 소환된 시점에서 명예로운 장군으로 대해 주었기 때문에, 전투의 성과를 조작하고 황제가 이를 알았을 가능성은 희박하다는 해석이다.

## 같이 보기
- 로마 시대의 스코틀랜드

## 관련 문헌
- James E. Fraser, The Roman Conquest Of Scotland: The Battle Of Mons Graupius AD 84
- Duncan B. Campbell, Mons Graupius AD 83, Oxford: Osprey Publishing, 2010.
- A.J. Woodman (with C. Kraus), Tacitus: Agricola, Cambridge: Cambridge University Press, 2014.
- Duncan B. Campbell, 'A note on the Battle of Mons Graupius', Classical Quarterly 65 (2015), pp. 407–410.